# Peter Haesaerts
Peter Haesaerts (Wilrijk, 27 december 1976) is een voormalige Belgische atleet, die was gespecialiseerd in de sprint.

## Loopbaan
Haesaerts behaalde zijn eerste en enige nationale atletiektitel op de Belgische atletiekkampioenschappen van 2002 Alle Categorieën op de 400 m.
Voorts was hij lid van atletiekclub AC Break, waar hij nog steeds medehouder is van het clubrecord op de 4 x 200 m estafette.

## Belgische kampioenschappen
Outdoor
| Onderdeel | Jaar |
| --------- | ---- |
| 400 m     | 2002 |

## Palmares

### 400 m
- 2002:  BK AC - 47,80 s